# Brudzeń Duży
Brudzeń Duży es una villa en el condado de Płock, Voivodato de Mazovia, en la zona central-este de Polonia. Es la base del gmina (distrito administrativo) denominado Gmina Brudzeń Duży. Se encuentra ubicada a unos 19 km al noroeste de Płock y 114 km al noroeste de Varsovia.
Posee una población de 939 habitantes.